# Muckovi copatki

## Obnova
Pravljica se dogaja v časih, »ko so na zelenih gričih še stali mogočni gradovi, v njih pa živeli kralji in kraljice, kraljiči in kraljične, princi in princeske.«
Glavni lik v pravljici je kraljična Lija, ki je bila zelo žalostna. Kar naprej je jokala, grajska spletična pa jo je tolažila in se spraševala, kaj ji manjka, saj je kraljična imela vse, kar si je zaželela. Lija ji je povedala, da bi namesto bogastva raje imela kakšno sestrico ali bratca, saj je čisto osamljena. Poleg tega je spletični povedala, da mater in očeta komaj kaj vidi, zato joka. Rekla je: »Ko bi imela vsaj ptička ali mucka.« Pogosto je hodila na grajski vrt, kjer je opazovala vrtnice, a tudi te je niso mogle razveseliti. Ko se je sprehajala po stezicah, si je vedno pela tole pesmico:
Pred mnogimi leti 
je muca živela,
ki štiri copatke
bi rada imela.
Po celem je svetu
copatke iskala,
ker našla jih ni,
se je bridko jokala.
Kmalu pa je zaslišala mijavkanje in videla majhnega, prisrčnega mucka, ki ji je povedal, da je bila muca, ki je iskala te copatke, njegova prapraprababica. Lije je vprašala, če je našla copatke, mucek pa je povedal, da ne. Lija je objela malega mucka in žalost jo je nenadoma minila. Dvorjani kar niso mogli verjeti, da se kraljična smeje. Ko sta kralj in kraljica videla kraljično z muckom v roki, se je kralj zelo razjezil in takoj ukazal, da naj mu mucka ujamejo in ga prinesejo živega ali mrtvega. Služničad in dvorjani so dirjali za ubogim muckom, ki ga je Lija spustila iz rok. Najbolj uren je bil pisar Melhior, ki je tekel s tako močjo, da je med potjo izgubil očala in zato namesto mucka ujel zajčka in ga s ponosem odnesel kralju. Ta je seveda mislil, da se Melhior norčuje iz njega, zato ga je dal zapreti. Poleg tega pa je moral napisati obvestilo, da kdor ulovi mucka, dobi tri pure, tri race in tri bele gosi. Še veliko drugih obljub je dal kralj, samo da bi nekdo ujel ubogega mucka. 
Mucek se je medtem, ko so ga vsi vneto iskali, skril pod kraljevo posteljo, ponoči pa je smuknil k Liji. Lija je bila spet vesela. Vprašala je mucka, če bi tudi on rad imel copatke in tako sta jih šla iskat. Lija je oblekla najbolj ponošeno obleko, v žep pa si je dala tudi svojo zlato kronico, ki jima bo mogoče kdaj prav prišla. Znašla sta se v temnem gozdu, a ker ju je želja po copatkih gnala naprej, sta odšla naprej in si pela pesmico. Pritavala sta do koče, kjer je živela stara ženka. Toplo ju je sprejela. Lija jo je vprašala, če ve, kje bi dobila copatke za mucka, vendar ženka žal ni vedela, ampak ker je bila dobrega srca, jima je dala še nekaj cvetov čudodelne rože. Če jo bosta pojedla, bosta v hipu nevidna. Lija je v zahvalo ženki dala zlat rogljiček. Odpravila sta se naprej. Kar naenkrat sta v daljavi videla grajske konjenike, ki so ju iskali. A ker sta imela čudodelno rožo, sta takoj postala nevidna. Pot sta nadaljevala po cesti, kmalu pa zagledala leseno hišico. Lija je vratih prebrala:
Cokli leseni,
čevlji usnjeni,
lakasti škornji
za vsake noge
se pri čevljarju,
mojstru Strgarju
tukaj, v tej hiši
poceni dobe.
Takoj sta pomislila, da bosta tukaj dobila copatke za mucka, vendar tudi tukaj jih nista dobila. A ker je bil čevljar dobrega srca, je Liji podaril zlate čeveljce, ki so bili čudežni. Ko jih bo Lija obula, jo bo kot veter neslo po svetu. Lija se je zahvalila čevljarju, mu dala zlat rogljiček in z muckom sta odšla naprej. Nataknila si je čeveljce, izgovorila potrebne besede, in z muckom sta se znašla pred široko reko. Srečala sta brodnika in vprašala za copatke, vendar tudi brodnik ni imel copatkov. Spomnil pa se je na Mačje mesto in ju napotil tja. Ker Lija in mucek nista vedela, kje je to mesto, sta zaprosila brodnika, če ju zapelje čez reko. Pred slovesom pa je brodnik Liji dal belo palčko, ki je bila čudežna. Zanesljivo ju bo pripeljala v Mačje mesto, če bosta le izgovorila pravilne besede. Lija je dala brodniku zlat rogljiček, mucek pa je zapel pesmico. S pomočjo čudežne palčke sta mucek in Lija prispela v Mačje mesto. Videla sta ogromno stojnic, na zadnji pa sta zagledala copatke. Prodajal jih je muc z elegantnim belim telovnikom in rdeči žametnim klobukom. Copatkov je bilo toliko, da se nista mogla odločiti, katere bi imela. Ker so jima bili vsi copatki tako neznansko všeč, se je Lija odločila, da bo kupila kar vse štiri copatke, tudi zlate, ki bodo pristajali njenim copatom. Lija je copatke poplačala z zadnjim rogljičkom, ki ji je še ostal od kronice. Mucu prodajalcu sta še zapela in se odpravila naprej. Ko se je Lija spomnila, da mora domov, je bilo dobre volje konec. Iz daljave sta zaslišala voz in zagledala kočijo, ki je ustavila pred njima. Skozi okence je pogledala lepa gospa in vprašala, če gresta zraven. Tako sta se mucek in Lija odločila, da bosta pot nadaljevala z gospo in ji začela pripovedovati, kaj vse sta doživela. Na koncu se je še predstavila in povedala, da ima le še venček od kronice. Vsi so bili presenečeni, saj so Lijo poznali, vendar ne v takšni obleki. Tako se je gospa odločila, da jo bo odpeljala domov. Pred dvorom je Lija videla, kako plapolajo črne zastave in da so vsa okna zastrta s polknicami. Namreč vsi so mislili, da je Lija umrla. Ko je kralj videl, da je pred dvorom njegova Lija, je bil ves srečen. Lijino prvo vprašanje pa je bilo: »Ali bom lahko imela mucka?« Kralj pa ji je odgovoril, da bo lahko imela dvajset muckov, če bo želela, samo da je zdrava in živa. Nato pa je priredil zabavo in pogostitev za gospo, ki je pripeljala Lijo domov.

## Literarni liki
- LIJA – kraljična, ki je zelo osamljena, ker nima bratca oziroma sestrice, kralja in kraljice pa ni nikoli doma. Zelo si želi mucka.

- KRALJ – strog oče, ki ne dovoli, da bi pri hiši bile kakršne koli živali, s hčerko se ne ukvarja kaj dosti, vendar se na koncu spreobrne

- MUCEK – Lijin (kraljičin) zvest prijatelj, skupaj se odpravita iskati njegove copatke

## Literarne okoliščine
- Kraj dogajanja: na dvoru, ob reki, v Mačjem mestu
- Čas dogajanja: »ko so na zelenih gričih še stali mogočni gradovi, v njih pa živeli kralji in kraljice, kraljiči in kraljične, princi in princeske.«
- Glavne osebe: Lija, mucek